# ماسیمو میولا
ماسیمو میولا (انگلیسی: Massimo Meola؛ زادهٔ ۲۵ دسامبر ۱۹۵۳) بازیکن فوتبال اهل ایتالیا است.
از باشگاه‌هایی که در آن بازی کرده‌است می‌توان به باشگاه فوتبال سورنتو کالچو و باشگاه فوتبال آ.اس. رم اشاره کرد.